# Dmitri Olegowitsch Wischnewski
Dmitri Olegowitsch Wischnewski (russisch Дмитрий Олегович Вишневский; * 30. Januar 1990 in Bogatischtschewo, Russische SFSR) ist ein russischer Eishockeyspieler, der seit Dezember 2018 erneut beim HK Spartak Moskau in der Kontinentalen Hockey-Liga unter Vertrag steht.

## Karriere

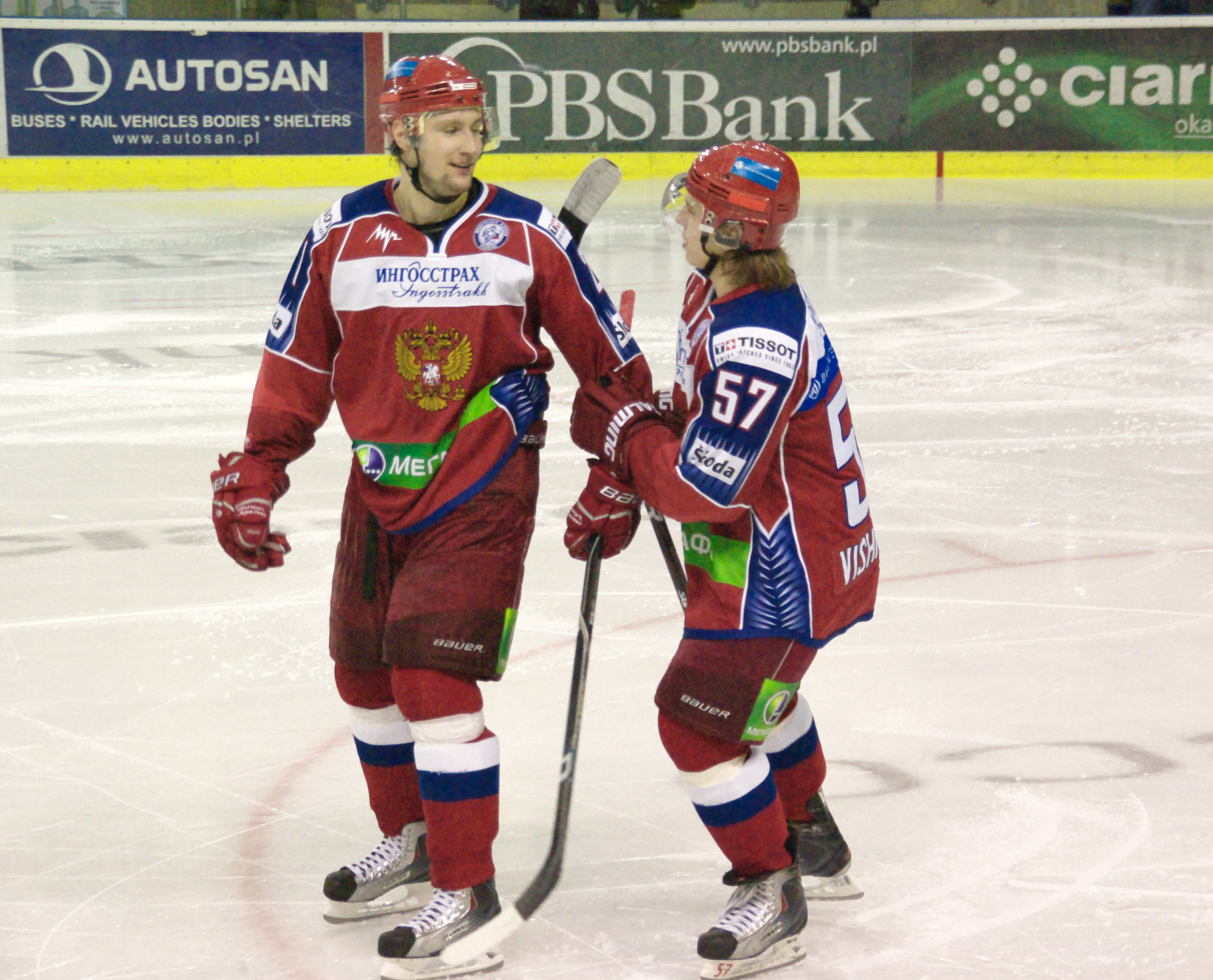
Wischnewski (rechts) mit Igor Mussatow

Dmitri Wischnewski begann seine Karriere als Eishockeyspieler beim HK Rus Moskau, ehe er 2007 in die Nachwuchsabteilung des HK Spartak Moskau wechselte. Für dessen zweite Mannschaft war er von 2007 bis 2009 in der drittklassigen Perwaja Liga aktiv. Parallel gab der Verteidiger im Laufe der Saison 2008/09 sein Debüt in der neu gegründeten Kontinentalen Hockey-Liga. In seinem Rookiejahr blieb er in 19 Spielen punktlos und erhielt sechs Strafminuten.
Ab der Saison 2009/10 war Wischnewski Stammspieler im KHL-Team des HK Spartak Moskau, erhielt aber parallel weiterhin Einsätze im Juniorenteam des Vereins, dem MHK Spartak, in der Molodjoschnaja Hockey-Liga. Am 22. Dezember 2011 wechselte er innerhalb der KHL zum Stadtrivalen OHK Dynamo, mit dem er 2012 den Gagarin-Pokal gewann. 2013 konnte er diesen Erfolg mit dem in der Zwischenzeit umbenannten HK Dynamo Moskau wiederholen.
Nach 22 Spielen der Saison 2018/19 kehrte Wischnewski zu Spartak Moskau zurück.

## Erfolge und Auszeichnungen
- 2012 Gagarin-Pokal-Gewinn mit dem OHK Dynamo
- 2013 Gagarin-Pokal-Gewinn mit dem HK Dynamo Moskau